# Umbonulidae
Umbonulidae zijn een familie van mosdiertjes uit de orde Cheilostomatida en de klasse van de Gymnolaemata.

## Geslachten
- Aegyptopora Ziko, 1988  †
- Astochoporella Hayward & Thorpe, 1988
- Desmacystis Osburn, 1950
- Escharopsis Verrill, 1879
- Oshurkovia Grischenko & Mawatari, 2005
- Posterula Jullien, 1903
- Rhamphostomella Lorenz, 1886
- Scorpiodina Jullien, 1886  †
- Trigonopora Maplestone, 1902  †
- Umbonula Hincks, 1880

### Synoniemen
- Colletosia Jullien, 1886 → Umbonula Hincks, 1880
- Discopora Lamarck, 1816 → Umbonula Hincks, 1880
- Escharellina d'Orbigny, 1852 → Umbonula Hincks, 1880